# Astrolepis cochisensis
Astrolepis cochisensis är en kantbräkenväxtart. Astrolepis cochisensis ingår i släktet Astrolepis och familjen Pteridaceae.

## Underarter
Arten delas in i följande underarter:
- A. c. arizonica
- A. c. chihuahuensis
- A. c. cochisensis